# إسماعيل جوفين
إسماعيل جوفين (بالتركية: İsmail Güven)‏ هو لاعب كرة قدم تركي، ولد في 16 أبريل 1994 في مرام (قونية) في تركيا. لعب مع قونيا سبور.

## وصلات خارجية
- إسماعيل جوفين على موقع اتحاد تركيا (لاعب) (الإنجليزية)
- إسماعيل جوفين على موقع قاعدة بيانات كرة القدم.إي يو (الإنجليزية)
- إسماعيل جوفين على موقع Soccerway.com (الإنجليزية)
- إسماعيل جوفين على موقع عالم كرة القدم.نت (الإنجليزية)